# Ie, Okinawa
Ie (伊江村 (Y Giang thôn) Ie-son) (tiếng Kunigami: Ii) là một làng thuộc huyện Kunigami, tỉnh Okinawa, Nhật Bản. Làng nằm trên hòn đảo Iejima.
Tính đến năm 2003, dân số của làng ước tính là 5.128 người và mật độ dân số đạt 225,41 người/km². Tổng diện tích của làng là 22,75 km².
Sân bay Iejima phục vụ nhu cầu giao thông hàng không của làng.